# Mahiari
Mahiari là một thị trấn thống kê (census town) của quận Haora thuộc bang Tây Bengal, Ấn Độ.

## Địa lý
Mahiari có vị trí 22°35′B 88°14′Đ / 22,59°B 88,24°Đ Nó có độ cao trung bình là 6 mét (19 feet).

## Nhân khẩu
Theo điều tra dân số năm 2001 của Ấn Độ, Mahiari có dân số 15.422 người. Phái nam chiếm 51% tổng số dân và phái nữ chiếm 49%. Mahiari có tỷ lệ 77% biết đọc biết viết, cao hơn tỷ lệ trung bình toàn quốc là 59,5%: tỷ lệ cho phái nam là 81%, và tỷ lệ cho phái nữ là 73%. Tại Mahiari, 10% dân số nhỏ hơn 6 tuổi.